# Albiorix anophthalmus
Espèce
Albiorix anophthalmus est une espèce de pseudoscorpions de la famille des Ideoroncidae.

## Distribution
Cette espèce est endémique d'Arizona aux États-Unis. Elle se rencontre dans les grottes Arkenstone Cave et Colossal Cave.

## Description
Ce pseudoscorpion est anophthalme.

## Publication originale
- Muchmore & Pape, 1999 : Description of an eyeless, cavernicolous Albiorix (Pseudoscorpionida: Ideoroncidae) in Arizona, with observations on its biology and ecology. The Southwestern Naturalist, vol. 44, no 2, p. 138–147.